# Rai 1
Rai 1 (Rai Uno) es el principal canal de televisión de la Radiotelevisione Italiana (Rai), empresa de radiodifusión pública de Italia. Emite programación generalista para toda la familia y es líder de audiencia en su país. Como el resto de canales del grupo, se financia con un impuesto específico y publicidad. Su sede se encuentra en Roma.
Fue lanzado al aire el 3 de enero de 1954 y fue la primera cadena de televisión existente en Italia. Con la creación de un segundo canal en 1961, pasó a ser la emisora principal del ente público. Inicialmente conocido como Programma Nazionale, en los años 1970 cambió su nombre por Rete 1 y en 1983 adoptó su denominación actual.

## Historia

### Inicios delProgramma nazionale
«La RAI, Radiotelevisión Italiana, inicia hoy su servicio regular de transmisiones televisivas.».

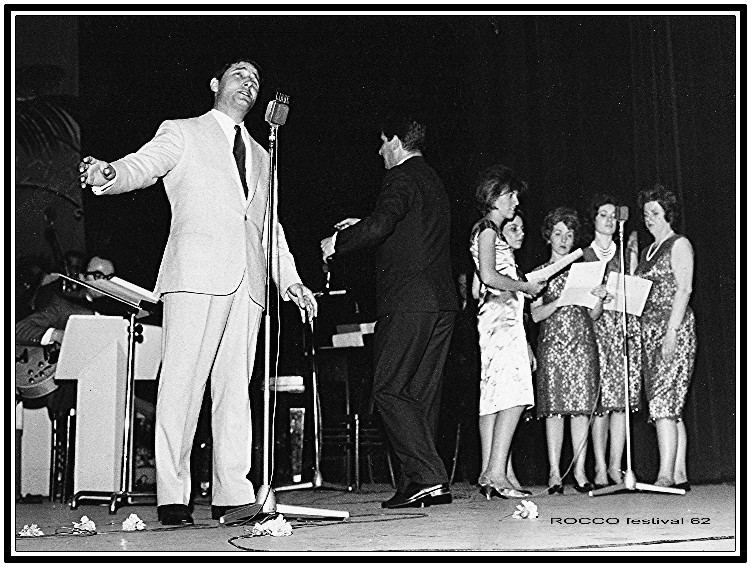
Retransmisión del Festival de San Remo en 1962.

La actual Rai 1 comenzó su programación regular el domingo 3 de enero de 1954 como Programma Nazionale (Programa Nacional), bajo el control de la empresa pública de radiodifusión RAI (Radiotelevísione Italiana). La inauguración se grabó desde los estudios de Milán y también pudo presenciarse en Turín y Roma a través de repetidores. Dicha emisión comenzó a las once de la mañana con breve intervención de la presentadora de continuidad, Fulvia Colombo. Después se dio paso a unos actos de presentación y al programa de entrevistas "Arrivi e partenze", en el que Mike Bongiorno y Armando Pizzo conversaban con famosos en los puertos y aeropuertos italianos. A las 20:45 se estrenó la primera edición del informativo "Telegiornale" (actual TG1) presentado por Vittorio Veltroni.
El nacimiento del primer canal se produjo en plena reconstrucción de Italia tras el final de la Segunda Guerra Mundial y sirvió como vehículo para educar, instruir y entretener a la sociedad de la posguerra, así como para alfabetizar y unificar lingüísticamente a las distintas regiones del país. Un ejemplo de ello fue "Non è mai troppo tardi" (Nunca es demasiado tarde), presentado por el escritor Alberto Manzi, que desde 1960 hasta 1968 enseñó a leer y escribir a miles de italianos que habían superado la edad escolar. La televisión se convirtió así en uno de elementos más importantes de la sociedad italiana y su consumo se popularizó gracias a concursos como "Lascia o raddoppia", el espacio deportivo "La Domenica Sportiva" o la serie "Il dottor Antonio", una de las primeras ficciones creadas para el nuevo medio. En 1955 retransmitió en directo el Festival de la Canción de San Remo y un año después impulsó el Festival de Eurovisión.
El Programma Nazionale se financiaba con un impuesto específico para aquellas personas con televisor y en sus primeros años no podía emitir publicidad. La única excepción fue el programa "Carosello", que se estrenó el 3 de febrero de 1957 y duró veinte años en antena. Se caracterizaba por sketches de dos minutos, con animación o actores reales, que concluían con la promoción de un producto determinado. La popularidad de muchos anuncios trascendió más allá del espacio y algunos personajes como Calimero o La Línea tuvieron su propia serie de televisión. Más tarde se fue ampliando el número de bloques publicitarios, que entonces estaban distinguidos de la programación habitual.
Como empresa pública que ostentaba el monopolio de la televisión, la RAI tuvo una fuerte influencia de los ejecutivos demócrata cristianos que gobernaron el país, tanto en los programas de producción propia como en su estilo de hacer televisión, siguiendo un restrictivo código moral. Uno de los casos más sonados se dio en 1955 con la cancelación del programa "La piazzetta" porque una de sus actrices, la bailarina Alba Arnova, salió con unas mallas de color carne con las que simulaba no llevar pantalones. También afectó a la sátira política: en 1959, el programa "Un due tre" dejó de producirse después de que el cómico Raimondo Vianello hubiese parodiado al presidente de la República, Giovanni Gronchi.

### Consolidación del primer canal
En la década de 1960, la compra de televisores se generalizó en todo el país gracias a las rebajas en los aparatos y al mayor poder adquisitivo de la población. Se pasó de 24 000 personas con televisor en 1954 a más de seis millones en los siguientes diez años. El mayor consumo llamó la atención de grupos de comunicación privados, que quisieron competir frente a la RAI. Sin embargo, la Corte Constitucional de Italia decretó en julio de 1960 que el monopolio del ente público era legal. Para satisfacer la demanda de contenidos se creó un nuevo canal, el Secondo Programma (actual Rai 2), que comenzó sus emisiones el 4 de noviembre de 1961. Ese mismo año, se consiguió cobertura en todo el territorio nacional. Mientras el primer canal apostaba por la información, el entretenimiento y el teatro televisado, el segundo emitía más películas y apuestas alternativas.
Al contar con más medios, la RAI pudo mejorar su programación y su red informativa. El primer debate se emitió en 1960, en lo que también fue la primera intervención de un político por televisión, mientras que en 1962 se estableció la conexión vía satélite con Estados Unidos. Y aunque la influencia política permaneció sobre el ente, algunos informadores se convirtieron en celebridades nacionales. Por ejemplo, Enzo Biagi se hizo muy popular al ser una de las primeras voces críticas del periodismo televisado e incluso fue apartado en 1963 del "Telegiornale" por su independencia, mientras que Tito Stagno fue el encargado de retransmitir la llegada del hombre a la Luna, uno de los acontecimientos más seguidos en la historia.
El monopolio del Programma Nazionale comenzó a quebrarse en algunas regiones por el desarrollo del medio en los estados fronterizos. La televisión suiza en lengua italiana (TSI) inició sus emisiones en noviembre de 1961 y podía sintonizarse al norte del país. En 1971, el noreste fronterizo con Eslovenia podía percibir la señal de TV Koper Capodistria, un canal para la minoría italiana de Istria, y en 1974 se lanzó Telemontecarlo, la cadena en italiano del Principado de Mónaco. Por otra parte, surgieron estaciones locales de carácter privado a través del cable.

### Aparición de la televisión privada

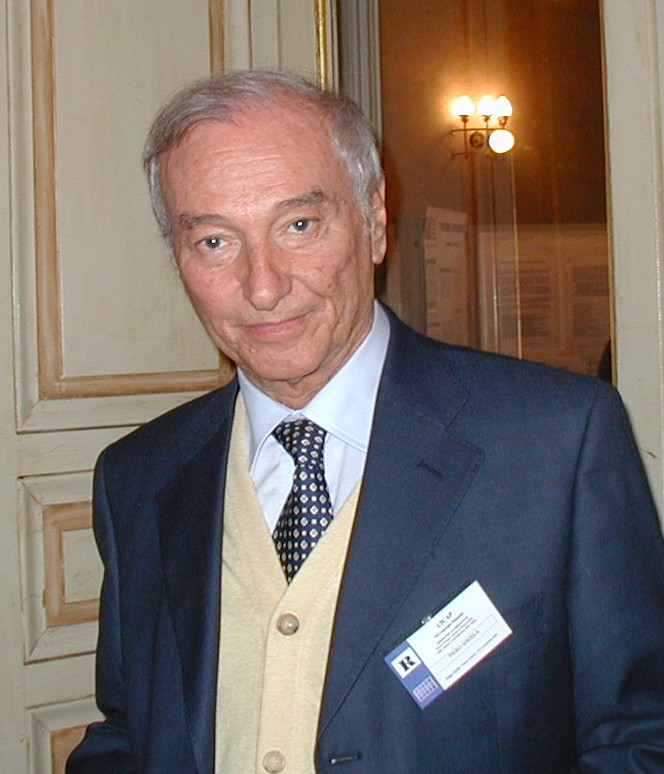
Piero Angela fue un histórico presentador de programas divulgativos como Superquark.

El 14 de abril de 1975 se aprobó la Reforma de la RAI, con cambios muy importantes que afectaron al primer canal. El control del ente público pasó del Gobierno al Parlamento Italiano para garantizar una mayor pluralidad informativa. Además, debían existir espacios para sindicatos, confesiones religiosas, movimientos políticos, minorías y cualquier otro grupo de importante relevancia social. Y aunque se garantizó el monopolio estatal sobre la televisión, se regularizaron las emisiones por cable y un año después se permitió el establecimiento de pequeñas televisiones locales. Los grupos de comunicación privados aprovecharon estas dos últimas medidas y su vacío legal para impulsar la televisión privada, al seguir un modelo de "red de canales" muy similar al de las network estadounidenses. El Programma Nazionale adoptó una nueva imagen y cambió su nombre por Rete 1 (también TV1) en 1976.
Rete 1 adoptó una programación de perfil popular y algunos de sus contenidos culturales se trasladaron al resto de canales públicos. En 1976 hubo dos estrenos importantes: el programa de variedades "Domenica in", en el que participaban los artistas de la época y que continúa en emisión, y "Bontà loro", el primer talk show de la televisión italiana presentado por el periodista Maurizio Costanzo. El informativo cambió su nombre por TG1 y estrenó una edición de tarde, que se sumaba al noticiario principal de las ocho de la noche. En cuanto al control político se produjo la llamada Lottizzazione, un reparto de los espacios públicos en función del peso de cada partido. El primer canal pasó a la esfera de influencia de los demócrata cristianos, mientras que el segundo fue de los socialistas y el tercero para los comunistas. Este sistema se mantuvo hasta el comienzo de los años 1990.
La RAI no emitió en color hasta 1977. Aunque durante los Juegos Olímpicos de Múnich 1972 y de Montreal 1976 se realizaron pruebas, hubo discrepancias sobre el sistema que se debía adoptar. El Parlamento italiano quería implementar el francés SECAM pero al final se impuso el alemán PAL, más común en el resto de estados europeos. Además, algunos políticos estuvieron en contra de la transición porque creían que la compra de un nuevo televisor, todavía caro y casi siempre importado del exterior, dejaría sin este medio a muchas familias de escasos recursos. Finalmente, en febrero de 1977 se normalizó esta práctica.

En los años 1980 se produjo el despegue de la televisión privada, con Fininvest (actual Mediaset) y el entonces empresario Silvio Berlusconi como protagonistas principales. Su cadena Canale 5 contrató a presentadores muy populares de la RAI, como Mike Bongiorno o Maurizio Costanzo, y recaudó buena parte de los ingresos comerciales y la audiencia con un modelo basado en el puro entretenimiento. Después tomó el control de Italia 1 (1982) y Rete 4 (1984), lo que le permitió disponer de los mismos canales que la RAI y crear un duopolio de facto en el mercado publicitario. Aunque la RAI demandó a Fininvest, el primer ministro Bettino Craxi legalizó por decreto los tres canales privados en 1984 y rompía así el monopolio nacional existente.

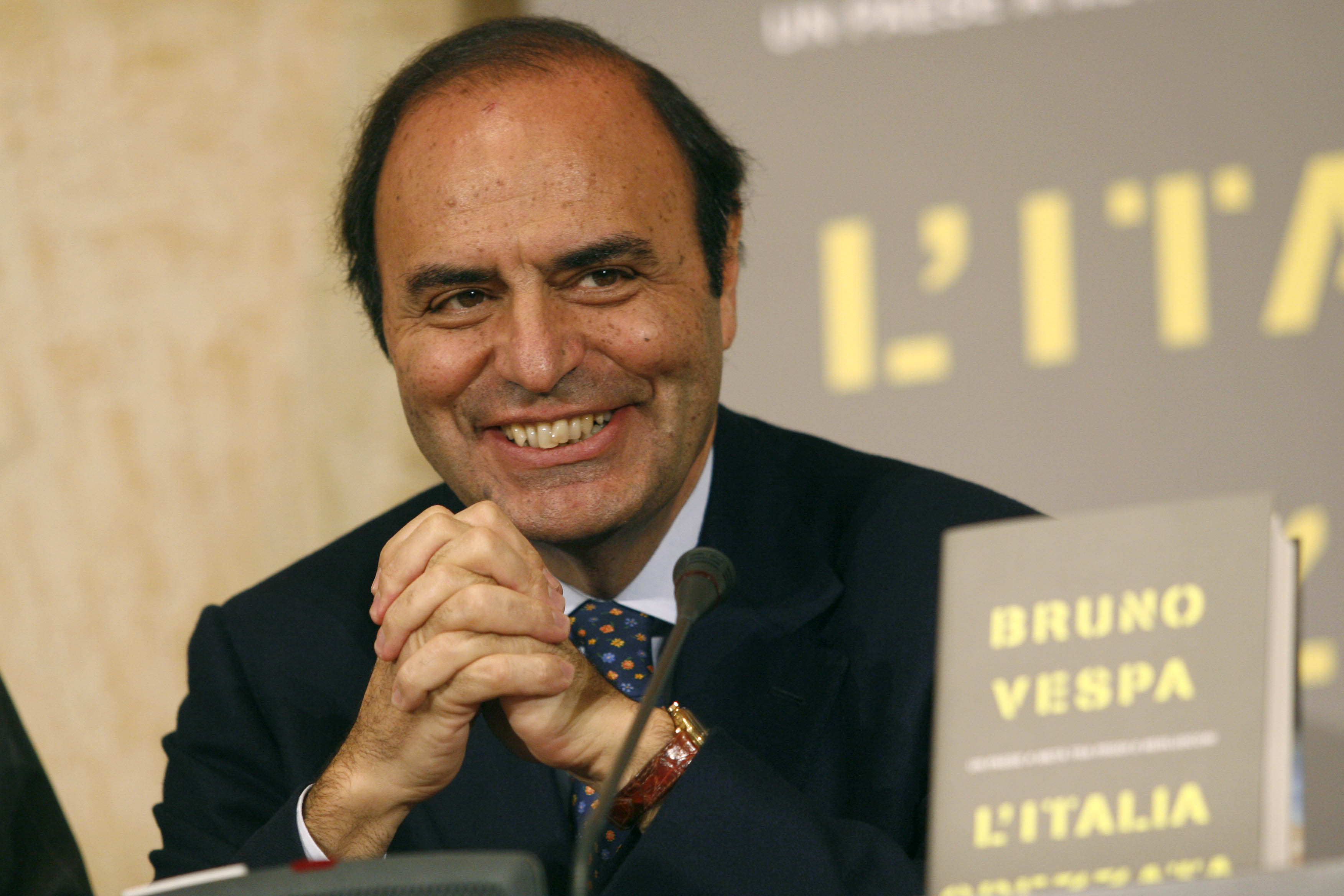
Bruno Vespa dirige el programa de debate Porta a porta desde 1996.

La RAI cambió el nombre de sus tres canales en 1983 y Rete 1 pasó a llamarse Rai Uno, su denominación actual. Además adoptó una imagen corporativa propia, con una esfera azul como símbolo distintivo. La primera cadena comenzó a competir con Canale 5 por el liderazgo de la audiencia y reforzó su perfil popular, con programas de producción propia dirigidos a todos los públicos. Las series de producción propia, que anteriormente eran representaciones teatrales televisadas (de forma similar a Estudio 1 en España), pasaron a ser ficciones con un formato basado en las estadounidenses. Se incluyeron espacios divulgativos como "Quark", de Piero Angela, y se amplió la parrilla a la franja de mañana, donde se hicieron populares "Pronto, Raffaella?", presentado por Raffaella Carrà, y "Unomattina", el primer magacín matutino de la televisión italiana que sigue en antena. A comienzos de los años 1990, pasó a emitir durante las 24 horas.
Beppe Grillo trabajó en Rai 1 como cómico durante más de diez años, hasta que en 1986 fue vetado de los medios públicos por un chiste, contado en el programa "Fantastico", en el que insinuaba que Bettino Craxi era un ladrón.

### Actualidad
Tras la crisis política de los años 1990 y el proceso judicial "Manos Limpias", la RAI orientó sus canales a sectores de la audiencia y distintos tipos de programación, rompiendo con el modelo anterior de reparto político. Rai Uno se mantuvo como primera cadena generalista y buque insignia del ente público, pero hizo importantes cambios a partir del año 2000: pasó toda la programación infantil y juvenil a Rai 2 y Rai 3, se especializó en series y concursos de producción propia y se quedó los espacios de mayor audiencia. En 2008, buena parte de su parrilla también podía verse en alta definición con la inauguración de Rai HD.
Actualmente, Rai 1 es la cadena de televisión más vista de Italia. A finales de 2012 su cuota de pantalla fue del 18,50% en el prime time.

## Programación

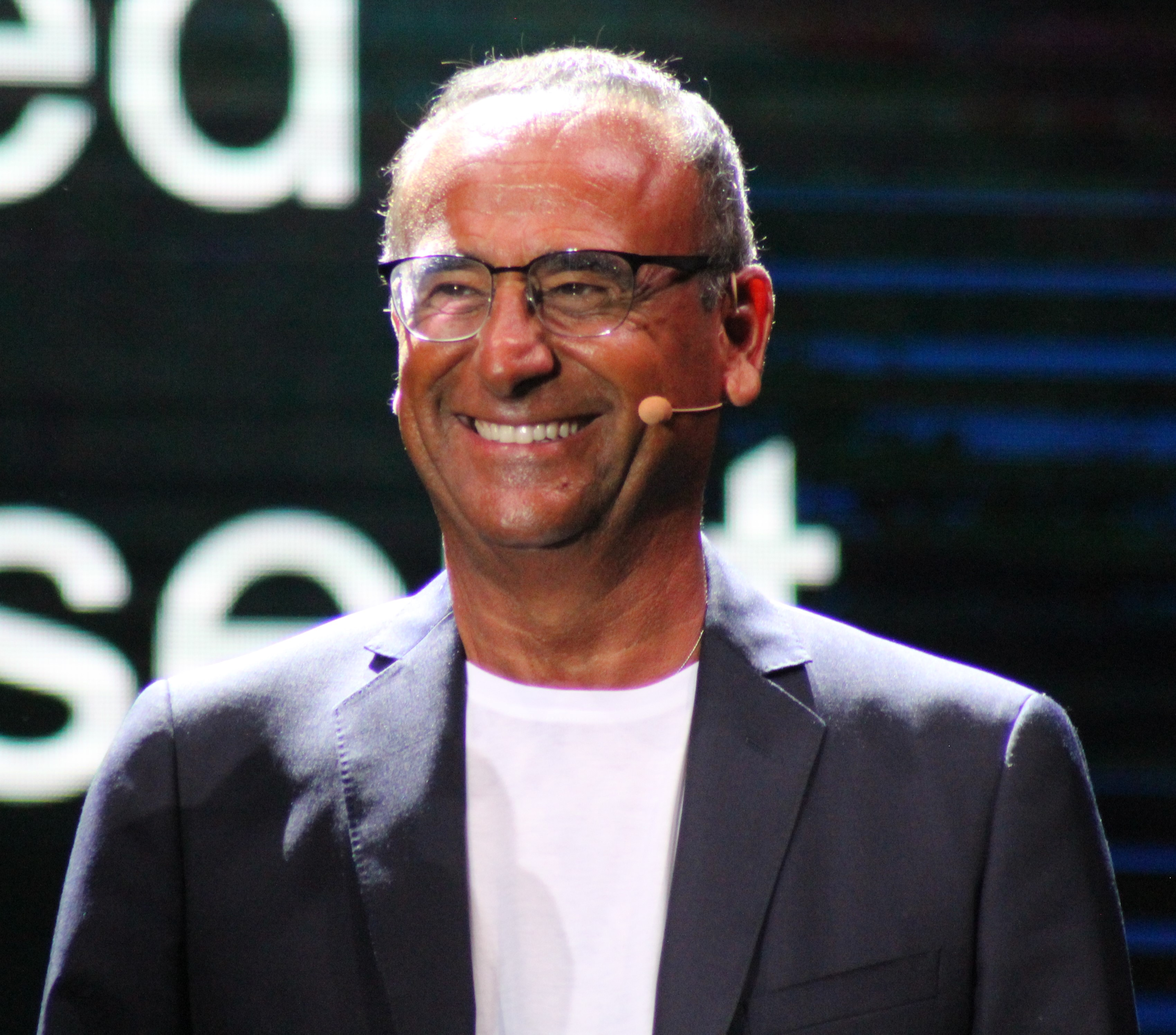
Carlo Conti es el presentador de Tale e quale show, la adaptación italiana de Tu cara me suena.

La programación de Rai 1 es generalista y está dirigida a todos los públicos, sin una franja de edad concreta. La mayoría de sus series de ficción son producción propia y entre las más populares que se han emitido destacan Don Matteo, Un medico in famiglia (basada en la española Médico de familia), Provaci ancora prof, el culebrón Incantesimo y La piovra. Además, la Rai obtiene buenos datos de audiencia con telefilms nacionales de larga duración. La ficción extranjera se emite en otras cadenas del grupo, principalmente en Rai 2 y Rai 4.
En el apartado de entretenimiento, destaca por las adaptaciones italianas de concursos como Deal or no deal (Affari Tuoi), El Legado (L'eredità), Tu cara me suena (Tale e quale show) o Bailando con las estrellas (Ballando con le stelle), sus propios shows de variedades como Ti lascio una canzone y Domenica in, y programas divulgativos. Asimismo, es la principal ventana para acontecimientos especiales como los Juegos Olímpicos, la Copa Mundial de Fútbol y partidos de la selección de Italia, el Festival de la Canción de San Remo, el Zecchino d'Oro y Miss Italia.
El otro pilar de Rai 1 es la actualidad. Aparte del TG1, desde 1996 y después del prime time se emite el programa de entrevistas y debate Porta a porta, presentado por Bruno Vespa. La mañana está cubierta por el magacín Unomattina, mientras que por las tardes se emite La vita in diretta, que combina la información con la crónica social y el talk show.

## Servicios informativos
El informativo propio de Rai 1 es el TG1 (abreviatura de Telegiornale Uno). Se emite desde la inauguración oficial del canal, el 3 de enero de 1954. Cada informativo dura treinta minutos y existen tres ediciones diarias al mediodía (13:30), tarde (20:00) y madrugada (después de Porta a porta). Además, hay ediciones breves de diez minutos por las mañanas y tardes, y avances informativos que también se reflejan en la programación. Su director es Mario Orfeo.
En el TG1 se hace un repaso a la actualidad del día, a través de los hechos más relevantes en los ámbitos nacional, internacional y social. Desde su nacimiento y durante veintiún años, el nombre del informativo fue Telegiornale y también se emitió en el segundo canal. Con la reforma de la Rai de 1975 todas las cadenas debían tener su propio noticiario, así que cambió su nombre por TG1 y pasó a tener su propia redacción.

## Dirección de Rai 1
Rai 1 tiene un director que es nombrado por el presidente de la Rai. El cargo se creó con la reforma de la radiotelevisión italiana de 1975.
Desde noviembre de 2012, el director de Rai 1 es Giancarlo Leone (Roma, 14 de marzo de 1956). Comenzó a trabajar como periodista en 1975. En 1983 ingresó en la redacción del servicio de teletexto de la Rai, donde llegó a la subdirección siete años después. Luego ocupó varias responsabilidades en el ente público: en 1997 fue designado director de Rai Italia y en 2000 pasó a la dirección ejecutiva de Rai Cinema. Entre 2006 y 2011 fue subdirector general de la Rai, donde también se le encomendó la transición del grupo a la televisión digital terrestre. Y después dirigió el área de entretenimiento, cargo que ha ocupado hasta su nombramiento en Rai 1.
| Nombre            | Periodo     |
| ----------------- | ----------- |
| Mimmo Scarano     | 1976 - 1980 |
| Paolo Valmarana   | 1980        |
| Emmanuele Milano  | 1980 – 1987 |
| Giuseppe Rossini  | 1987 – 1989 |
| Carlo Fuscagni    | 1989 – 1993 |
| Nadio Delai       | 1993 – 1994 |
| Brando Giordani   | 1994 – 1996 |
| Giovanni Tantillo | 1996 – 1998 |
| Agostino Saccà    | 1998 – 2000 |
| Pier Luigi Celli  | 2000        |
| Maurizio Beretta  | 2000 – 2001 |
| Agostino Saccà    | 2001 – 2002 |
| Fabrizio Del Noce | 2002 – 2009 |
| Mauro Mazza       | 2009 – 2012 |
| Giancarlo Leone   | 2012 – 2016 |
| Andrea Fabiano    | 2016 – 2017 |
| Angelo Teodoli    | 2017 - 2018 |
| Teresa De Santis  | 2018 - 2020 |
| Stefano Coletta   | 2020 - 2023 |